# Judith Welf

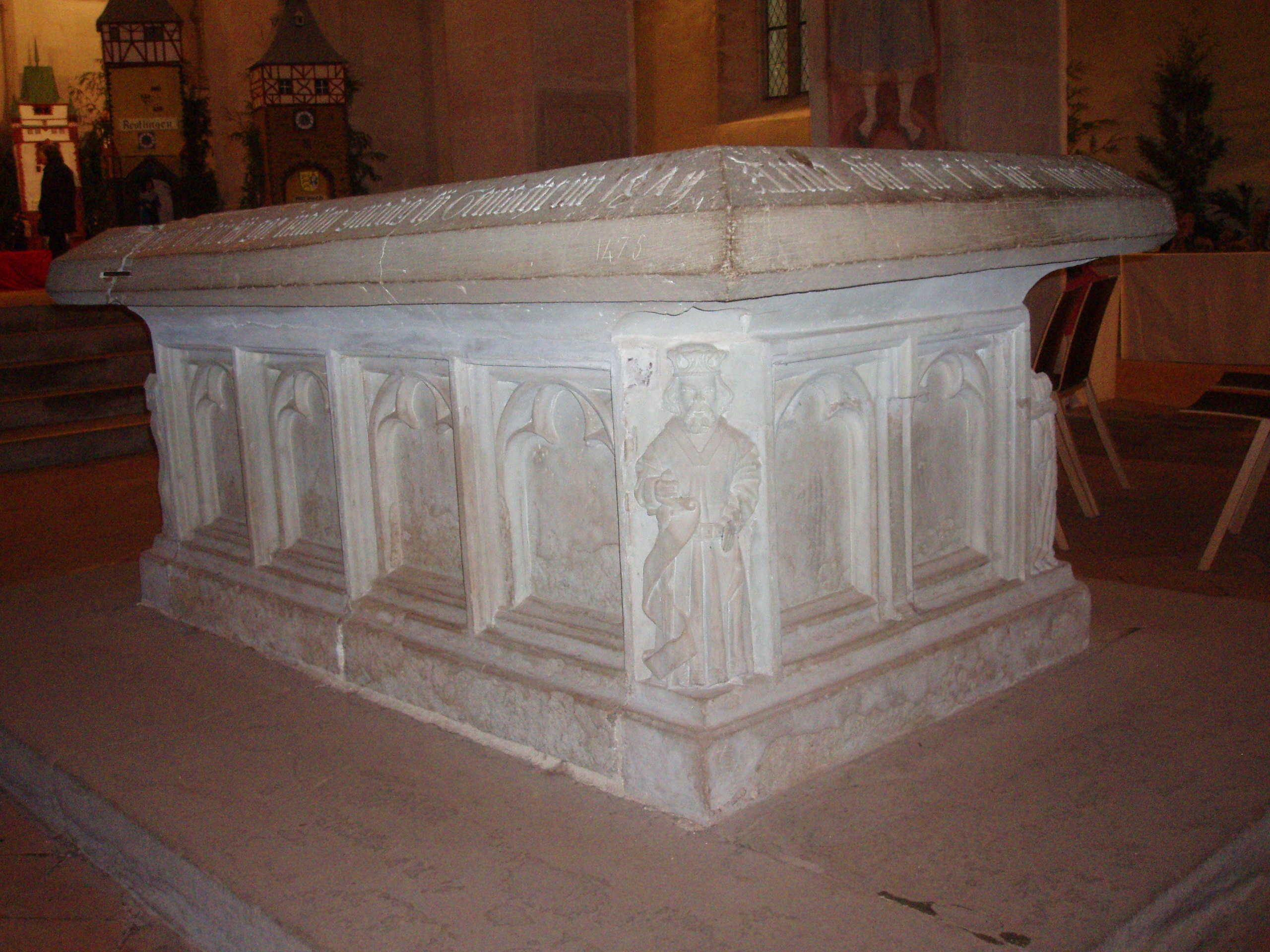
Staufertumba im Mittelschiff der Kirche vom Kloster Lorch

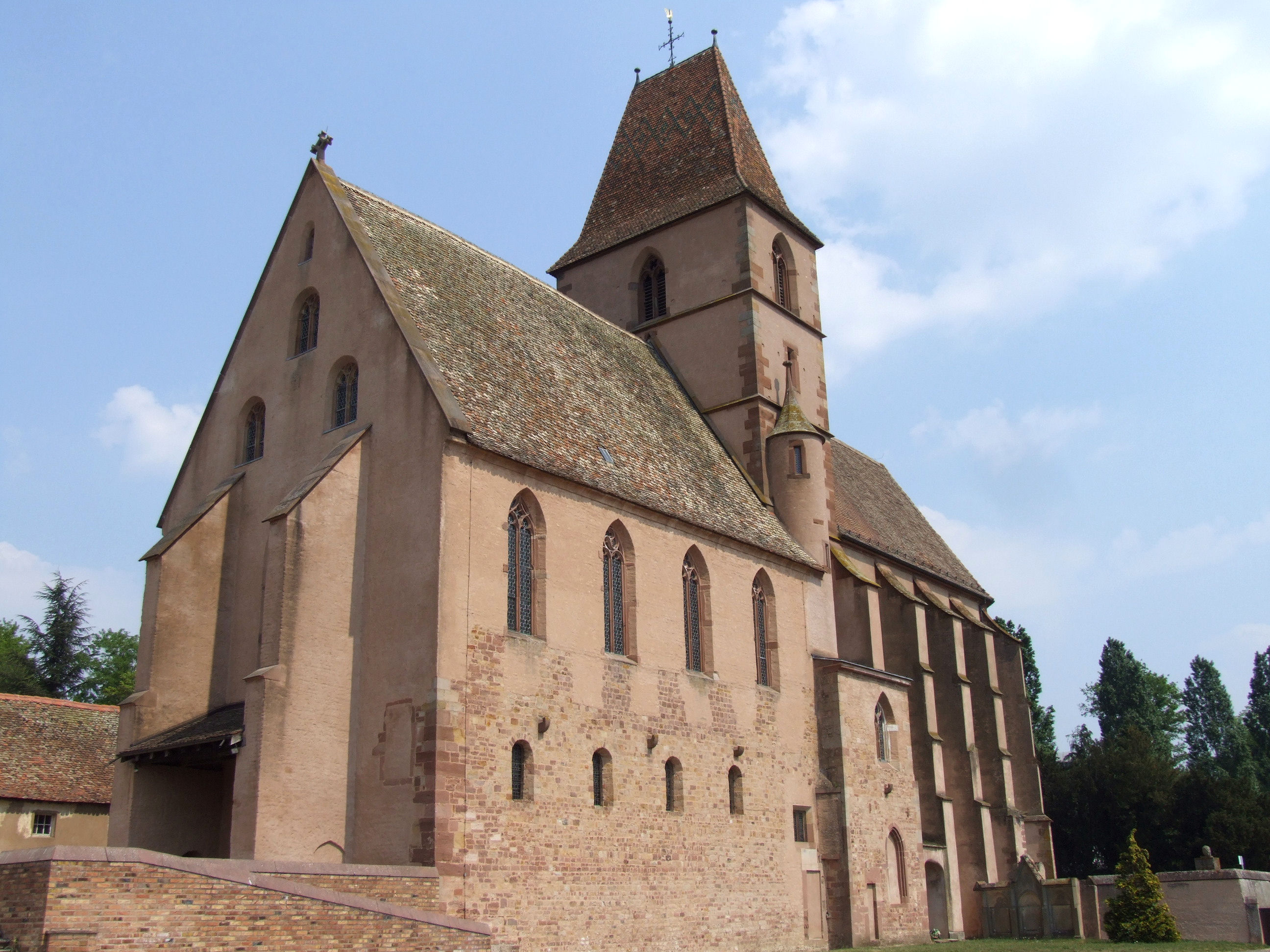
Kirche Sankt Walburga in Walbourg

Judith Welf (* um 1100; † 22. Februar 1130 oder 1131), auch Judith von Bayern genannt, war Herzogin von Schwaben.
Sie war Tochter des Welfen Heinrich des Schwarzen. Um 1119/1120 heiratete sie den Staufer Herzog Friedrich II. von Schwaben. 1122 wurde ihr erster Sohn geboren, der spätere Kaiser Friedrich I. Barbarossa.
Um 1123/24 kam eine Tochter namens Berta zur Welt, die später Herzog Matthäus I. von Lothringen heiratete. Über die weiteren Kinder fehlen genaue Angaben.
Eine besondere Rolle spielte ihr Vater Heinrich der Schwarze bei der Königswahl 1125. Zunächst schien er die Kandidatur seines Schwiegersohnes Friedrich II. von Schwaben gefördert zu haben. Im Verlauf der Diskussionen über den geeigneten Kandidaten änderte er jedoch seine Meinung und trat schließlich für Herzog Lothar von Sachsen ein, der dadurch als Lothar III. zum römisch-deutschen König gewählt wurde.
Bestattet wurde Judith Welf in der von ihrem Schwiegervater Herzog Friedrich I. gestifteten Staufergrablege im Kloster Lorch. Dort ließ Abt Nikolas Schenk von Arberg 1475 sämtliche Staufergräber im Mittelschiff, vor den Stufen des Chores und im Chor öffnen und die Überreste in einer Gruft unter der Tumba bestatten, die im Mittelschiff der Klosterkirche steht. Ihr Herz ist möglicherweise in der Benediktinerabtei in Walbourg beigesetzt worden, wo auch ihr Ehemann und dessen zweite Frau Agnes liegen. In der Kirche Sankt Walburga sind diese Grabstätten heute nicht mehr zu sehen.